# منحيم
منحيم بن جادي أو مناحيم (باللاتينية: Manahem)‏، (بالعبرية: מְנַחֵם בֵּן-גדי‏) هو ملك مملكة إسرائيل الشمالية، ومؤسس السلالة المعروفة باسم بيت جادي أو بيت مناحيم. تكهن البعض أن جادي كان سليل من قبيلة جاد.
قتل منحيم شلوم ملك إسرائيل وملك عوضًا عنه مدة عشر سنين من سنة 744-735 ق.م. وحسب سفر الملوك الثاني فقد اشتهر بقساوته وظلمه، وذكر تغلاث فلاسر ملك آشور أن منحيم دفع له الجزية.